# 남구 (2000년 부산 선거구)
부산 남구는 대한민국의 옛 국회의원 선거구이다. 당시 부산광역시 남구 일대를 관할했다.

## 역사
2000년 대한민국 제16대 국회의원 선거를 앞두고 지역구 축소가 결정되면서 남구 갑, 을 선거구가 합쳐지면서 신설되었다.
2004년 대한민국 제17대 국회의원 선거를 앞두고 남구 선거구가 갑, 을로 다시 분구되면서 폐지되었다.

## 역대 국회의원
| 선거   | 정당 | 정당     | 의원   |
| ------ | ---- | -------- | ------ |
| 2000년 |      | 한나라당 | 김무성 |

## 역대 선거 결과

### 대한민국 제16대 국회의원 선거
|  | 66.93% |

|  | 21.44% |

|  | 11.62% |